# Lista över countyn i Hawaii

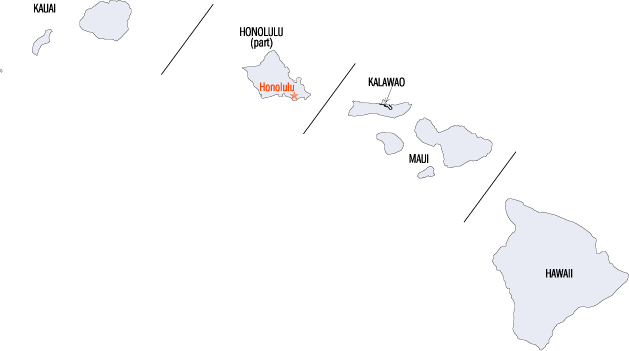
Hawaiis countyn.

Detta är en lista över de fem countyn som finns i delstaten Hawaii i USA.
Delstatens grundlag delar endast Hawaii i countyn och ingen vidare administrativ indelning krävs enligt grundlagen. Till skillnad hur det är i många andra delstater är Hawaiis countyn är inte ansvariga för offentliga skolor, utan de regleras av delstatens undervisningsdepartementet.

## Countyn
Officiellt finns det fyra countyn. Kalawao är ett halvcounty (engelska: quasi county).
| County          | Läge | Centralort (County seat) | Etablerat | Folkmängd (census 2020) | Yta (land) |
| --------------- | ---- | ------------------------ | --------- | ----------------------- | ---------- |
| Hawaii County   |      | Hilo                     | 1905      | 200 629                 | 10 429 km² |
| Honolulu County |      | Honolulu                 | 1907      | 1 016 508               | 1 555 km²  |
| Kalawao County  |      | -                        | 1905      | 82                      | 31 km²     |
| Kauai County    |      | Lihue                    | 1905      | 73 298                  | 1 605 km²  |
| Maui County     |      | Wailuku                  | 1905      | 164 754                 | 3 007 km²  |